# Латерит
Латерит (бескарбонатный красноцвет) — богатая железом и алюминием поверхностная формация в жарких и влажных тропических областях, образованная в результате выветривания горных пород.

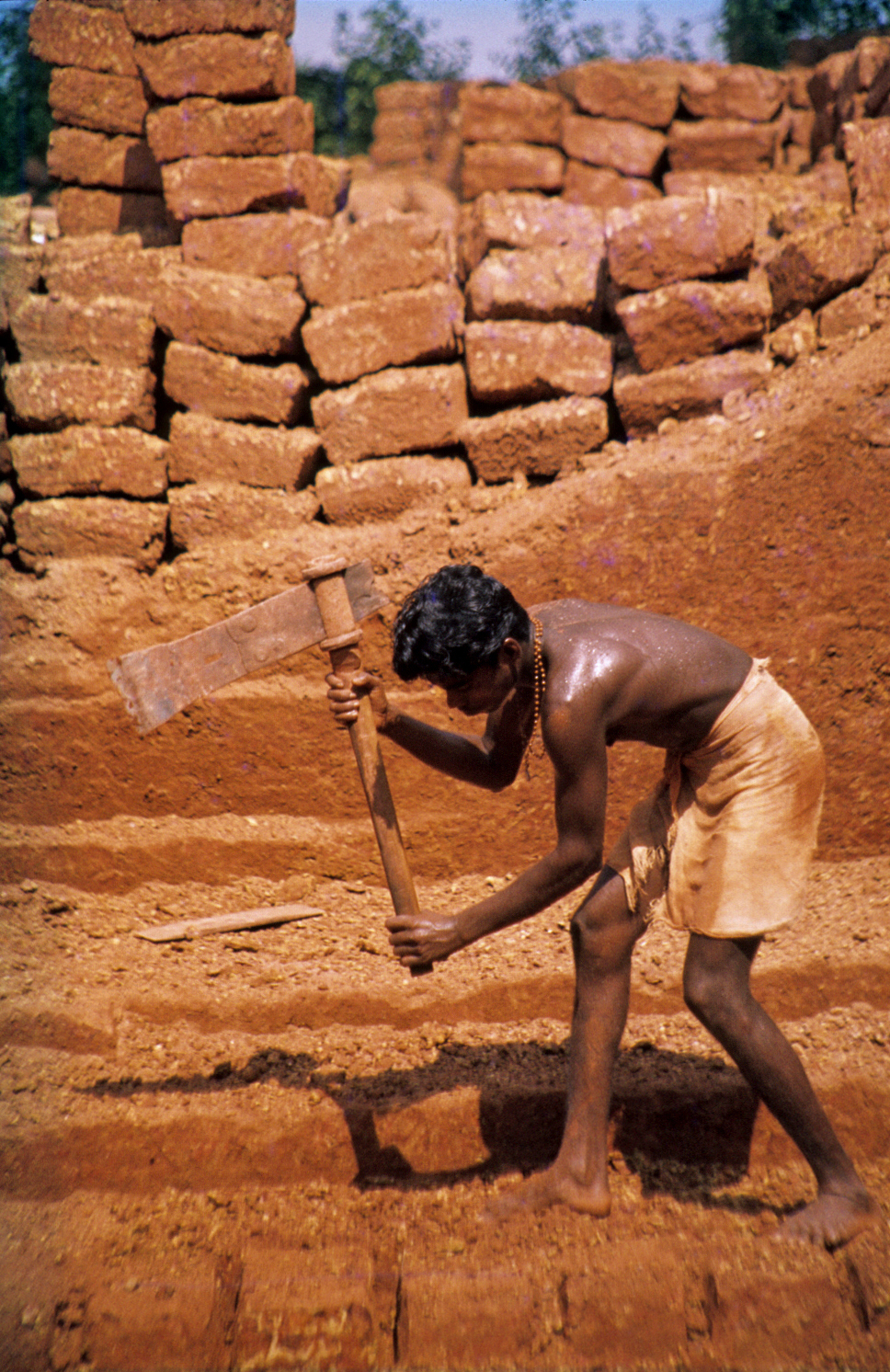
Изготовление латеритных кирпичей, Ангадипурам, Индия

## Горная порода
Горные породы разлагаются осадками, перепадами температур, в результате химического и механического воздействий. Просачивающаяся вода разрушает основные минералы пород, уменьшая концентрацию хорошо растворимых соединений натрия, калия, магния и кремния, и увеличивая концентрацию малорастворимых соединений железа и алюминия.
Латерит состоит в основном из каолинита, гётита, гематитa и гиббсита, образующихся в процессе выветривания. Кроме этого, многие латериты содержат кварц — относительно стабильный минерал реликтовых пород. Оксиды железа гётитов и гематитов придают латеритам характерный красно-коричневый цвет.

## Почвы
Латериты — тип красноцветных тропических почв.
Латериты служат основой для формирования краснозёмов в тропиках.